# Les Ailes du corbeau
Les Ailes du corbeau (titre original : The Raven in the Foregate) est un roman policier historique d'Ellis Peters, le douzième de la série Frère Cadfael, publié en 1986.
Le roman est traduit en français par Serge Chwat en 1991.

## Résumé
En décembre 1143, alors que se poursuit la guerre civile opposant Étienne de Blois à Mathilde l'Emperesse, Henri de Blois, évêque de Winchester convoque à un synode les grands ecclésiastiques du royaume. 
Sur les entrefaites, l'abbé Radulfus a besoin d'un remplaçant pour la paroisse de Sainte-Croix à Foregate, située non loin de l'abbaye de Shrewsbury. Le 10 décembre, il est de retour du synode avec, recommandé par Henri de Blois, le Père Ailnoth, qui amène avec lui une femme de ménage, Diota Hammet, et son neveu Benet. Le lendemain, il se soumet au jugement des moines rassemblés dans le chapitre. Devant la bonne impression qu'il donne, sa candidature est acceptée. En outre, Benet est appelé à travailler à l'abbaye. Aussi le jeune homme est-il immédiatement envoyé, sous la supervision du Frère Cadfael, pour s'atteler à une corvée dans le jardin de l'abbaye.
Or, il ne suffit que de quelques jours au Père Ailnoth pour s'aliéner pratiquement tous les fidèles de sa paroisse. Son intransigeance, son manque d'humilité et sa méchanceté avec les enfants et les pénitents contrastent trop fortement avec la grande bonté de son prédécesseur. Les paroissiens en sont ulcérés et la révolte gronde. Cadfael lui-même entend plusieurs plaintes qui paraissent plus que justifiées et se demande comment faire pour régler rapidement la situation avant qu'elle ne dégénère. Surtout que Ailnoth ne semble respecter rien ni personne. Le prévôt de Foregate doit même le rencontrer pour lui signifier des manquements, mais au lieu de discuter, Ailnoth n'accepte aucun de ses sages conseils. 
Pendant ce temps, on découvre à l'abbaye que Benet, dont ce n'est probablement pas le nom, n'est sûrement pas issu des classes inférieures.
Le 18 décembre, Ailnoth est appelé au bureau de l'abbé qui l'informe des plaintes parfois très graves reçues à son sujet. Or le prêtre reste intransigeant.
La veille de Noël, Cadfael voit Ralph Giffard s'éloigner de la ville, puis croise le père Ailnoth, qui semble trop distrait pour le saluer. En outre, Benet et Sanan Bernières, une jeune fille de noble naissance et partisan de Mathilde l'Emperesse, se rencontrent en secret et tombent amoureux.
Le matin de Noël, la femme de ménage arrive à bout de souffle à l'abbaye. Ailnoth n'est pas rentré de la nuit, il n'a pas prononcé la messe du matin. Ainsi se forment des équipes pour partir à sa recherche. Malheureusement, le corps sans vie du prêtre est retrouvé dans l'eau glacée d'un étang près du moulin de l'abbaye. Après un bref examen, Frère Cadfael considère comme hautement improbable que la mort soit accidentelle : le père a bel et bien été assassiné.
Alan Herbard, le député, commence immédiatement à enquêter. Mais jeune et inexpérimenté, il reçoit l'aide de Frère Cadfael afin de débrouiller une affaire criminelle extrêmement complexe.

## Adaptation
- 1997 : Les Ailes du corbeau (The Raven in the Foregate), épisode 3, saison 3 de la série télévisée britannique Cadfael, réalisé par Ken Grieve, avec Derek Jacobi dans le rôle-titre